# Svensk pastoraltidskrift
Svensk Pastoraltidskrift – Kyrkligt forum, SPT, är en  teologisk tidskrift i Svenska kyrkan. Även om de osignerade ledarna som regel har en högkyrklig  profil, har man en bred läsekrets och bland skribenterna finns många fromhetstraditioner representerade. Tidskriften utkommer med två nummer per månad och har utgivits kontinuerligt från 1958. Innehållet består av artiklar inom teologi och kristen kultur, svensk-kyrklig debatt, recensioner, predikoförberedande material och information om lediga tjänster och tillsättningar inom Svenska Kyrkan.  
Den vill, enligt dess egen beskrivning, vara "en röst för klassisk tro i Svenska kyrkan på den allmänneliga kyrkans trosgrund. Tidningens perspektiv bygger på förtroende för att kyrkans Herre, Jesus Kristus, genom sin Helige Ande leder dess utveckling genom seklerna och i vår tid. Därför är arvet från fornkyrka, reformation och kyrkoväckelse av normerande betydelse också för vår kyrka." 
Tidskriften står nära Kyrklig samling kring bibeln och bekännelsen.  
I april 2022 lanserade SPT en ny webbplats där tidskriftens innehåll också publiceras online.
Ansvarig utgivare och huvudredaktör är Berth Löndahl.